# Algar do Pico Gaspar II
O Algar do Pico Gaspar II é uma gruta portuguesa localizada na freguesia de São Bartolomeu, concelho de Angra do Heroísmo, ilha Terceira, arquipélago dos Açores.
Esta cavidade apresenta uma geomorfologia de origem vulcânica em forma de fenda localizado em campo de lava de planalto.
Apresenta uma profundidade de 9 m. por um comprimento de 8 m. devido à sua morfologia e ambiente circundante encontra-se classificado como fazendo parte da Rede Natura 2000.